# 本傑明 (密蘇里州)
本傑明（英語：Benjamin）是位於美國密蘇里州劉易斯縣的非建制地區。

## 歷史
本傑明的郵局於1869年設立，其後於1926年停運。

## 地理
本傑明所處的海拔為高於海平面177米（即581英呎），而該地所採用的時區為UTC-6，即北美中部時區（CST）。同時該地設有夏令時間，為UTC-6調快一小時，即UTC-5（CDT）。